# Hans Engländer
Hans Engländer (* 31. August 1914 in St. Wendel; † 13. April 2011) war ein deutscher Ornithologe und Büchersammler.
Engländer studierte Biologie in Freiburg und München. Er promovierte bei Karl von Frisch. Zusätzlich promovierte er 1943 im Fach Medizin. Er arbeitete danach als Lazarettarzt und kam in Kriegsgefangenschaft. 1948 wurde er wissenschaftlicher Assistent am Zoologischen Institut der Universität Köln. Er habilitierte 1953 und arbeitete weiter als Hochschullehrer.
Nach der Kriegsgefangenschaft begann er mit dem Aufbau seiner Sammlung ornithologischer Literatur. Er kaufte bei namhaften Antiquaren und Auktionshäusern weltweit. Er erwarb historische Spitzenstücke ab der Inkunabelzeit aus diesem Bereich der wissenschaftlichen Literatur. Durch testamentarische Verfügung ging diese europaweit bedeutende Sammlung von ca. 4000 Bänden in den Besitz der Universitäts- und Stadtbibliothek Köln über.